# 阿德尔菲亚
阿德尔菲亚（義大利語：Adelfia），是意大利巴里省的一个市镇。总面积29平方公里，人口17264人，人口密度595.3人/平方公里（2009年）。ISTAT代码为072002。